# Pablo Montes
Pablo Montes (La Habana, Cuba, 23 de noviembre de 1945-26 de octubre de 2008) fue un atleta cubano, especializado en pruebas de velocidad. Su mayor éxito lo ha conseguido en la prueba de 4 x 100 m en la que llegó a ser subcampeón olímpico en 1968 con el equipo de su país.

## Carrera deportiva
En los JJ. OO. de México 1968 ganó la medalla de plata en los relevos 4 x 100 metros, con un tiempo de 38.40 segundos, llegando a meta tras Estados Unidos que con 38.24 segundos batió el récord del mundo, y por delante de Francia, siendo sus compañeros de equipo: Juan Morales, Hermes Ramírez y Enrique Figuerola.